# Mal (miasto)
Mal (arab. مال, fr. Malé albo Sori Malé, także: Mal) – miasto w południowo-zachodniej Mauretanii, w regionie Brakna w departamencie Aleg. Siedziba administracyjna gminy Brakna. W 2000 roku liczyło ok. 20,5 tys. mieszkańców.